# Vedrana
Vedrana je žensko osebno ime.

## Izvor imena
Ime Vedrana je slovansko in tvorjeno iz pridevnika véder ali glagola vedríti s končnico -ana. Ime Vedrana je pomensko soroden z imenom Jasna, lahko pa je tudi ženska različica imena Vedran.

## Različice imena
Vedranka

## Pogostost imena
Po podatkih Statističnega urada Republike Slovenije je bilo na dan 1. januar 2011 v Sloveniji število ženskih oseb z imenom Vedrana: 58.

## Osebni praznik
Ime Vedrana bi koledarsko lahko uvrstili k imenu Jasna.